# Miloš Vučević
Miloš Vučević (Novi Sad, 10. prosinca 1974.) je srpski političar i pravnik. Aktualni je predsjednik Srpske napredne stranke od 27. svibnja 2023. i bivši predsjednik Vlade Republike Srbije od 2. svibnja 2024. do 28. siječnja 2025. godine.
Obnašao je dužnosti gradonačelnika Novog Sada od 2012. do 2022. godine i potpredsjednika i ministra obrane u Vladi Republike Srbije od 2022. do 2024. godine.

## Životopis
Gimnaziju je završio u Bačkom Petrovcu, a 1999. godine studirao pravo na Sveučilištu u Novom Sadu. Stekao je odvjetničku kvalifikaciju, a zatim prakticirao u obiteljskom odvjetničkom uredu u Novom Sadu. Bio je aktivist Srpske radikalne stranke, a 2008. pristupio je toj stranci. Postao je blizak suradnik njenog čelnika Aleksandra Vučića. Godine 2011. bio je na čelu stranačkih općinskih struktura, a 2016. postao je potpredsjednik SNS-a.
Nekoliko mjeseci nakon lokalnih izbora 2012. naprednjaci su osvojili većinu u gradskom vijeću Novog Sada, a Miloš Vučević tada je imenovan za gradonačelnika. Biran je u narednim mandatima 2016. i 2020., na čelu gradske uprave bio je do 2022. godine.
2020. i 2022. godine biran je za zastupnika u Narodnoj skupštini. U listopadu 2022. ulazi u tadašnju treću vladu Ane Brnabić, preuzimajući funkcije potpredsjednika Vlade i ministra obrane.
U svibnju 2023. zamijenio je Aleksandra Vučića na mjestu predsjednika Srpske napredne stranke. Na izborima iste godine bio je na izbornoj listi naprednjaka, te je ponovo izabran za poslanika u Skupštini Srbije. Predsjednik je Vlade Republike Srbije od 2. svibnja 2024.
28. siječnja 2025. podnosi neopozivu ostavku na mjestu predsjednika Vlade Republike Srbije.